# Пирамиде (роман)
Пирамиде (енгл. Pyramids) издат 1989. је седми роман Терија Прачета о Дисксвету. Те године је добила награду BSFA, односно награду Британске асоцијације за научну-фантастику (енгл. The British Science Fiction Association Award).

## Радња
Син фараона једне мајушне државе Дјел, која се простире дуж реке и налази између два моћна и међусобно супротстављена царства је послат у Анк-Морпорк да изучи школу за професионалног убицу. На дан када је дипломирао, сазнао је да му је отац умро, па се одмах вратио у своју домовину где је ступио на дужност владара. Оно што му као детету није сметало, сада јесте. Држава је била некако заустављена у времену; савремена техничка достигнућа нису била дозвољена, док су се прастари и бесмислени обичаји одржавали по сваку цену. Један од њих је био и изградња пирамида — гробница за преминуле фараоне. Млади фараон је одлучио да се за његовог покојног оца изгради до тада највећа пирамида, како би показао свој бунт против оваквог устројства државе. Тада су и настали проблеми. На Дисксвету, пирамиде су мењале простор и време, чинећи га древним. Ова, највећа пирамида, допринела је да се простор и време толико измене да је држава постала самостална димензија, неставши из рељефа Дисксвета и у њој су почеле да се појављују хорде богова, физички налик на оне који су представљани скулптурама или на зидовима гробница. Ипак, понашање богова је било деструктивно; углавном су се борили међу собом за превласт, а успут су и рушили све оно што су људи саградили. Млади фараон уз помоћ мумија, а својих предака који су оживели, покушаће да спаси своје царство од нестајања...

## Критике и примедбе
Издавачка кућа „Лагуна“ преноси веома позитивне критике које су објавили „Good Book Guide“, „Time Out“ и „Locus“. У све три критике похваљена је духовитост писца. На сајту The L-Space Web је наглашено да је ова књига јединствена (у односу на друге из серијала) и по томе што је подељена на четири дела. При томе се „Боја магије“ не рачуна јер она представља збирку повезаних прича, а не поглавља као што је овде случај. Прва је „Књига изласка“ („The Book of Going Forth“), потом следи друга „Књига мртвих“ („The Book of the Dead“), која је директна алузија на „Египатску књигу мртвих“, трећа књига је „Књига новог сина“ („The Book of the New Son“), која на енглеском језику представља игру речима и односи се на други СФ роман „Књига новог Сунца“ („The Book of the New Sun“) и четврта је „Књига о 101 ствари коју дечак може да уради“ („The Book of 101 Things A Boy Can Do“), чији наслов асоцира на едукативне књиге старијег датума које су садржавале савете за практичне активности које деца могу да изведу.

## Цитати
А Дил је схватио да је мало ствари које толико уздрмају веру као што је видети јасно и прецизно предмет те вере. Видети, супротно уобичајеном веровању, не значи и веровати. То је оно где вера престаје, пошто више није потребна.
Ето опет Балегара... да, постиже висину... Јехт га још није опазио, самоуверено напредује ка зениту... и сада је ту Сесифет, богиња поподнева! То је било изненађење! Какво изненађење! Млада богиња која тек треба да се искаже, али тврдим, много се од ње може очекивати, био је то диван потез, евнуси и господо, и да... Балегар је забрљао! Забрљао је! (...) ... и... шта је сад ово? Виши богови су се, нема друге речи за то, удружили против ових надмених новајлија! Али одважна млада Сесифет се држи, она истражује слабости... успела је! ... и сада при повлачењу, при повлачењу, Џил и Балегар су се изгледа покошкали, она сада има слободно небо и, да, да... да!... то је подне! То је подне! То је подне!